# Asesinato de Diana Miller
En julio de 2006, Diana Miller y su esposo James Miller, fueron asaltados a punta de pistola por tres hombres, en su casa familiar en The Villages, Florida. Tanto a James como a Diana les dispararon en la parte trasera de la cabeza, siendo una herida fatal para Diana. Sheila Miller, la hija discapacitada de la pareja, fue secuestrada por los tres hombres y llevada en la camioneta de la familia hacia Ocala, Florida. El grupo ingresó a un supermercado donde usaron a Sheila para extraer dinero de la cuenta personal de la familia desde diferentes cajeros automáticos. Los oficiales finalmente alcanzaron a los hombres y los persiguieron en una persecución a alta velocidad que terminó en un violento accidente. Uno de los sospechosos fue eyectado del vehículo durante el accidente y quedó atrapado debajo de la camioneta. El ladrón que fue identificado como el tirador y asesino de Diana Miller, Renaldo McGirth, fue sentenciado a muerte por el crimen dos años más tarde, convirtiéndose en la persona más joven en el corredor de la muerte en Florida en ese momento.

## Trasfondo
Sheila Miller, la hija de Diana y James Miller, había tenido un largo problema con el abuso de alcohol y drogas. En 1989 fue arrestada por posesión de drogas. Justo antes del asesinato de julio en 2006, Sheila se había involucrado en un accidente automovilístico, que le había ocasionado daños en la rodilla, pelvis y pie, y como resultado se tuvo que mudar nuevamente con su familia en The Villages Sus padres estaban retirados y habían alquilado camas, sillas de ruedas y otros equipamientos para su estadía.

## Asesinato
El 21 de julio de 2006, Sheila recibió una llamada telefónica de su antiguo proveedor de drogas, Renaldo Devon McGirth, a quien ella conocía solo como "Pooney". Ella no había tenido noticias de él en casi dos años y lo había conocido mediante un tercero. McGirth le dijo que había escuchado de su reciente accidente y simpatizaba con ella. Le dijo que se sentía mal por su situación y que tenía un regalo para ella, lo cual resultó en Sheila dándole la dirección de su hogar familiar. Luego de dar dichas direcciones a McGirth, él y dos cómplices, Theodore Houston y Jarrord Marqui Roberts, llegaron a la casa. Minutos luego de su llegada, Sheila se fue a su habitación para fumar un cigarrillo. McGirth y Houston la siguieron, ataron sus manos y pusieron cinta en su boca. Sheila observó como McGirth le disparaba a Diana Miller en el pecho dentro de su habitación. Diana calló sobre la cama y comenzó a toser sangre. A pesar de esto, Diana insistía en que estaba bien y le decía a Sheila que todo estaría bien. Luego de esto, Sheila fue abducida por el trío y llevada a la camioneta familiar de los Miller. McGirth luego regresó a la casa y le disparó tanto a Diana como a su esposo James detrás de la cabeza. James sobrevivió, pero diana murió luego en el hospital. Los tres hombres huyeron de la escena con Sheila como rehén en la parte trasera de la camioneta.

## Persecución y captura
Los hombres condujeron hasta Ocala, Florida, donde forzaron a Sheila a ingresar a un supermercado y retirar dinero de varios cajeros automáticos con las tarjetas bancarias que el trío había robado de la casa familiar. Diana y James estaban muy bien financieramente, lo que influenció a los hombres a llevar a cabo la invasión del hogar. Los hombres amenazaron con matar a Sheila si ella no cumplía con sus demandas. La oficina del Sheriff del Condado de Marion había recibido llamadas del 911 de James Miller informándoles que su esposa había recibido un disparo y que su hija había sido secuestrada. La policía encontró a los sospechosos en una tienda al norte de Ocala en la Ruta Estatal 441. Una persecución se inició luego de que los sospechosos huyeran y continuó a alta velocidad. Dicha persecución finalizó cuando los oficiales usaron tiras de púas, que hicieron estallar las llantas y eventualmente causaron que la camioneta se diera vuelta y rodara varias veces. Uno de los sospechosos fue eyectado del vehículo durante el accidente y quedó atrapado debajo del mismo. Se salvó de ser aplastado debido a que la camioneta cayó encima de otro auto. Los otros dos sospechosos trataron de huir a pie pero fueron capturados y arrestados. Sheila luego fue rescatada de la camioneta.

## Desenlace
Tanto James como Sheila sobrevivieron al incidente, pero Diana murió en el hospital como resultado de la herida en la parte trasera de su cabeza infligida por McGirth. El más joven de los tres  hombres, Theodore Houston, tenía 17 años al momento del robo. Como parte de un trato con la fiscalía, Houston accedió a testificar en contra de sus cómplices a cambio de una sentencia menor de entre 25 a 40 años en prisión. Robert fue sentenciado a pasar el resto de su vida en la cárcel, pero fue perdonado de la pena de muerte. Luego de ser identificado como el tirador y asesino de Diana, McGirth fue sentenciado a muerte a la edad de 20 años en 2008 por el crimen, convirtiéndose así en el hombre más joven en Florida en aquel tiempo de estar en la lista de muerte. A día de hoy en 2019, sigue esperando su ejecución en el corredor de la muerte. Grabaciones de la persecución policial con la camioneta fueron grabados por la cámara frontal del vehículo policial. Estas grabaciones fueron mostradas en un episodio de Los Videos Más Impactantes, como también en una entrevista con el oficial que estuvo involucrado en la persecución, quién describió el hecho y el desenlace de la misma.